# Tornado de Santa Rosa de 2009
El tornado de Santa Rosa fue un fenómeno meteorológico ocurrido en la noche del 27 de diciembre de 2010 en los alrededores de la Ciudad de Santa Rosa, Argentina. El evento fue visto y fotografiado por el reconocido cazador de tormentas Reed Timmer, el cual avistó por lo menos otros dos tornados girando de la misma supercélula. No hubo que lamentar daños mayores, puesto que el mismo se desarrolló en las afueras de la ciudad y solo produjo caída de eucaliptos en la ruta.

## Tornados
| Confirmado Total | Confirmado F0 | Confirmado F1 | Confirmado F2 | Confirmado F3 | Confirmado F4 | Confirmado F5 |
| ~3               | 0             | 0             | 0             | 0             | 0             | 0             |